# Borohun
Borohun ist ein Stadtteil der osttimoresischen Landeshauptstadt Dili im Südosten des Sucos Caicoli (Verwaltungsamt Vera Cruz). Weitgehend entspricht der Stadtteil der Aldeia De 12 Divino.

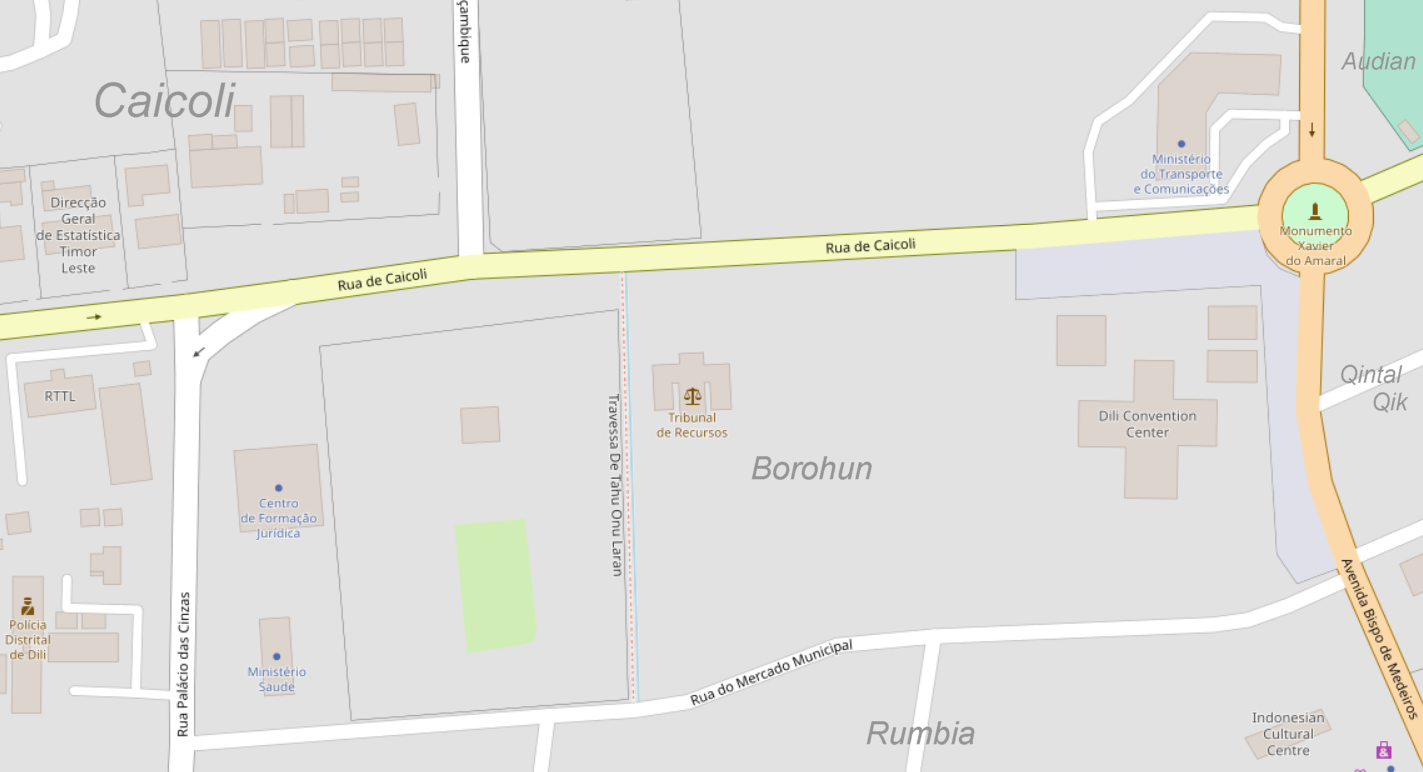
Karte Borohuns

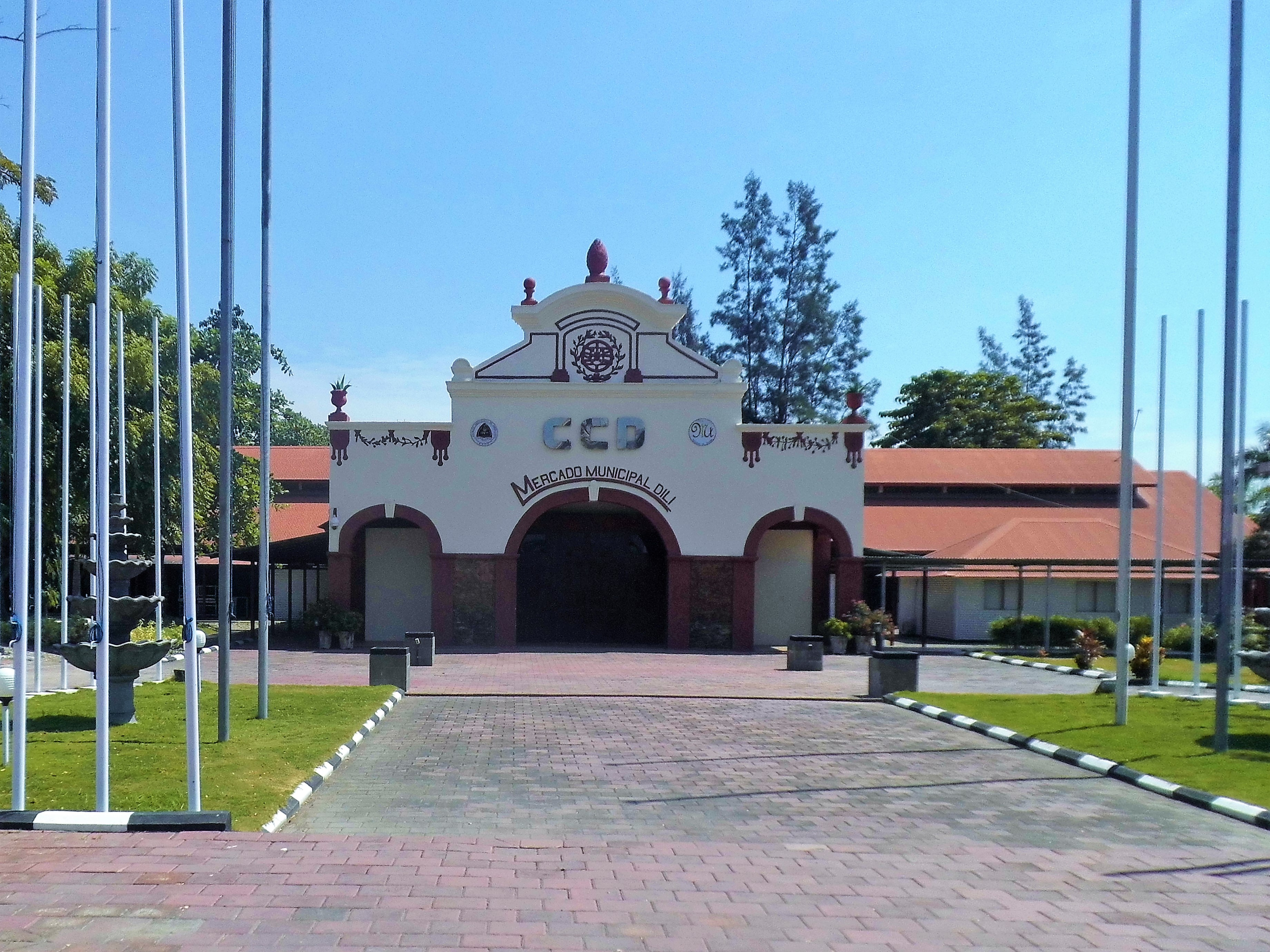
Das Gebäude des Mercado Municipal

Im Norden und Westen grenzt Borohun an den Stadtteil Caicoli, mit der Rua de Caicoli als Nordgrenze und die Rua Palácio das Cinzas als Westgrenze. Östlich jenseits der Avenida Bispo Medeiros befindet sich der Stadtteil Quintal Qik. Wo Avenida Bispo Medeiros und Rua de Caicoli zusammentreffen, steht im Zentrum des Kreisverkehrs das Denkmal für Francisco Xavier do Amaral. Im Nordosten schließt sich der Stadtteil Audian an. Südlich der Rua do Mercado Municipal liegt der Stadtteil Rumbia.
Den Osten Borohuns nimmt nahezu vollständig das Gelände des Kongress- und Messezentrums ein, mit dem Gebäude des kolonialen Mercado Municipal in der Mitte. Nördlich des Zentrums Borohuns liegt das Tribunal de Recurso de Timor-Leste, das höchste Gericht Osttimors. An der Rua Palácio das Cinzas befinden sich ein Nebengebäude des  Gesundheitsministeriums  und das Juristische Ausbildungszentrum.